# Megascops kennicottii
El tecolote occidental, tecolote del oeste, autillo californiano o autillo occidental (Megascops kennicottii)  es una especie de ave de presa nocturna nativo de América Central y América del Norte.  Pertenece al género Megascops en la familia Strigidae. Hay actualmente nueve subespecies reconocidas. El nombre científico conmemora el ornitólogo estadounidense Robert Kennicott.

## Descripción

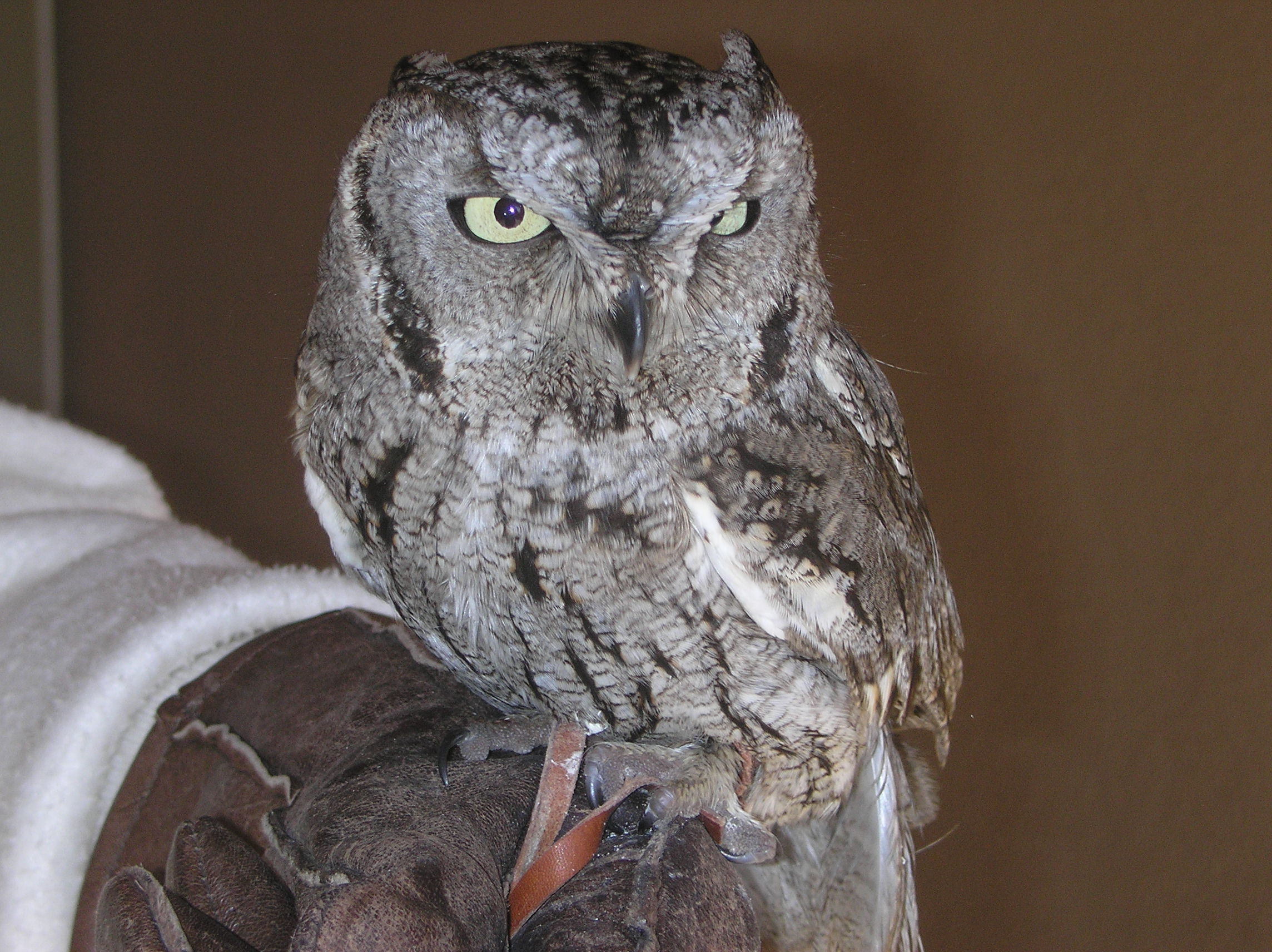
Megascops kennicottii

Tiene una longitud de 22 cm, una envergadura de 51 cm, y pesa alrededor de 150 g. Las hembras suelen ser más largas que los machos. Existen diferentes variaciones en el color del plumaje.
Tiene una cabeza redonda con mechones, ojos amarillos y un pico amarillento. Su apariencia es bastante similar a Megascops asio, y a menudo es más práctico identificarlo por sus llamadas.

## Distribución y hábitat
M. kennicottii es nativo de Nicaragua, Costa Rica, El Salvador, Honduras, Guatemala, México, Estados Unidos y Canadá. 
Su hábitat incluye bosques templados subtropicales y tropicales,  bosques montanos, matorrales, desiertos, campos y jardines rurales, e incluso parques y jardines suburbanos.
Anidan en bosques abiertos o bosques marginales mixtos. A menudo utilizan cavidades de árboles o de cactus que fueron excavados por pájaros carpinteros.

## Comportamiento
Son activos durante la noche o al atardecer. Utilizan su excelente oído y visión nocturna para localizar a sus presas. Por lo general, cazan desde una percha para lanzarse sobre sus presas. También pueden capturar insectos en el vuelo. Se alimentan principalmente de pequeños mamíferos, aves, e insectos grandes. 

## Subespecies
Hay 9 subespecies reconocidas, incluyendo la subespecie nominal:
- Megascops kennicottii aikeni Brewster, 1891
- Megascops kennicottii bendirei (Brewster, 1882)
- Megascops kennicottii cardonensis (Huey, 1926)
- Megascops kennicottii kennicottii (Elliot, 1867)
- Megascops kennicottii macfarlanei Brewster, 1891
- Megascops kennicottii suttoni (R. T. Moore, 1941)
- Megascops kennicottii vinaceus Brewster, 1888
- Megascops kennicottii xantusi Brewster, 1902
- Megascops kennicottii yumanensis (A. H. Miller & L. Miller, 1951)